# Beatrice Hatchová

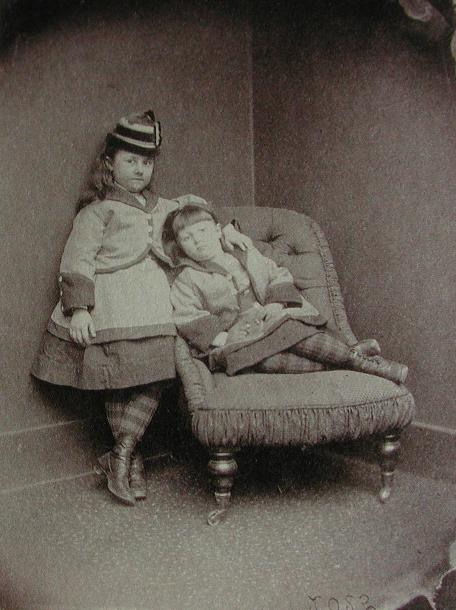
Beatrice a Ethel, které fotografoval Dodgson ve svém studiu v Christ Church dne 24. března 1874

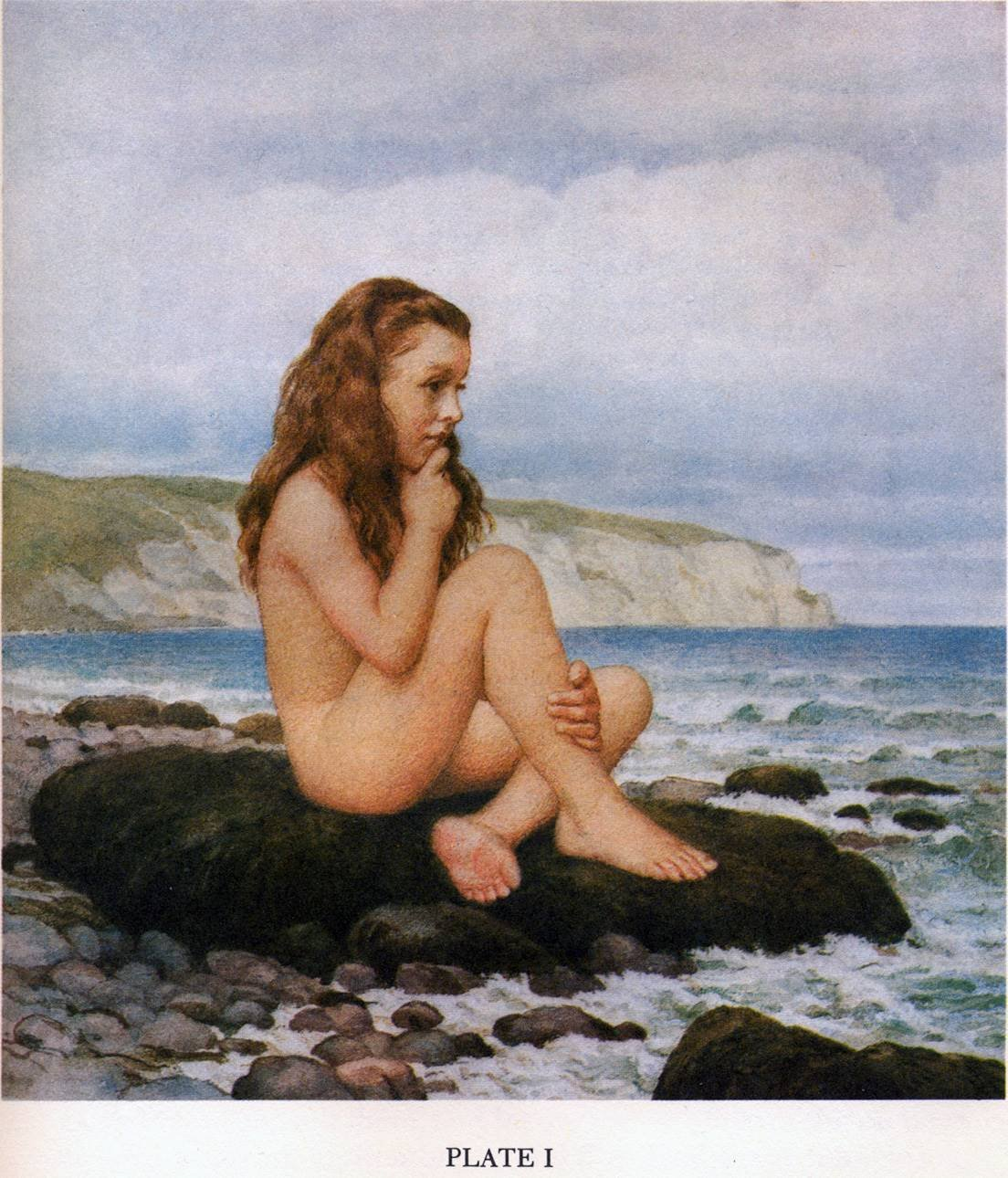
Lewis Carroll: Beatrice Hatchová, 30. července 1873

Beatrice Sheward Hatchová (24. září 1866 – 20. prosince 1947) byla anglická múza Charlese Lutwidge Dodgsona, známějšího jako Lewis Carroll. Byla jedním z mála vybraných dětí, které Dodgson vyfotografoval svlečené, a proto se Hatchová stala předmětem mnoha současných studií a spekulací. Fotografie Beatrice stále inspirují uměleckou tvorbu v současné době.

## Životopis
Beatrice Sheward Hatchová se narodila v roce 1866 Edwinu Hatchovi a Evelyn Hatchové. Edwin Hatch byl teolog; spisovatel; zástupce ředitele St. Mary Hall v Oxfordu. Beatrice měla dvě mladší sestry, Ethel a Evelyn, přičemž druhá byla pravděpodobně pojmenována po své matce. Měla také bratra jménem Arthur Herbert Hatch (nar. 1864), který byl prefektem školy na Malvern College. Rodina Hatchových se přesunula do „stimulujících kruhů“, včetně přátelství s malířem Edwardem Burne-Jonesem, básníkem Algernonem Charlesem Swinburnem nebo umělcem Williamem Morrisem.
Rodina žila v domě v gotickém stylu postaveném v roce 1867 na Banbury Road v Norham Gardens v severním Oxfordu v Anglii. Dům byl popisován jako dům s „klenutými okny a věží doplněnou sochou ve výklenku.“ Mezi přátele sousedství byli Julia a Ethel Huxleyovi, dcery Thomase Henryho Huxleye a tety Aldousa Huxleye. Mezi další známé z okolí, kteří rodinu Hatchových navštěvovali, patřili například Bonamy Price, Mark Pattison nebo Benjamin Jowett.
Beatrice navštěvovala Oxford High School v Oxfordu, denní školu pro dívky v Oxfordshire. Zatímco tam hrála v (divadelních) hrách, nebo vytvářela texty dramatických vystoupení.

## Vztah s Dodgsonem
Beatrice byla spolu se svými sestrami představena Dodgsonovi prostřednictvím společných známých. Dodgson pěstoval „přátelství s mnoha malými dívkami“ a často je fotografoval. Dodgsonovo přátelství s těmito dětmi se zaměřila na rodiny vyšší střední třídy a ujišťoval, že „své přátele nehledal mezi dětmi z nižší třídy“.
Po jejich představení byla Beatrice považována za „dlouhodobě Dodgsonovu oblíbenou“. Dodgson někdy zmiňoval Beatrice jako „včelku“ a kolem pěti let ji začal fotografovat svlečenou. Toto fotografování se konalo se svolením paní Hatchové, která o těchto činnostech plně věděla. Moderní spisovatelé spekulovali o vztahu, který Dodgson s dívkami měl, ale ve své době bylo fotografování mladých dívek považováno za nevinné a bez sexuálních konotací. Rodina Hatchových zůstala s Dodgsonem přáteli po více než dvě desetiletí až do jeho smrti.
Beatrice hrála v divadelní hře Mnoho povyku pro nic spolu s Dame Ellen Terryovou, a to pod vedením Dodgsona. Terry hrála roli Beatrice, neteře Leonata. Terry na základě podobnosti jména podepsala fotografii sebe sama a poslala ji Beatricii a napsala „Od Beatrice Beatricii.“

## Soudobé umění
Dodgsonova fotografie Beatrice inspirovala umělce v současné době. Polixeni Papapetrou vyfotografovala svou dceru Olympii Nelsonovou ve stejné kompozici a stylu a fotografií nazvala „Olympia jako Beatrice Hatchová od Lewise Carrolla před Bílými útesy“. Fotografie byla uvedena na obálce Art Monthly Australia z července 2008. Papapetrou byla velmi kritizována za fotografii, někteří lidé ji nazývali „pornografickou“. Policie fotografii Olympie zabavila spolu s dalšími fotografiemi z galerie, která je v Sydney vystavovala. Po dvou týdnech byly fotografie vráceny, ale kritika pokračovala.

## Pozdější život
Po smrti svého otce přijala Beatrice a sestry Ethel a Evelyn benefity od Roberta Gascoyne-Cecila, 5. markýze ze Salisbury.
Hatchová napsala své vzpomínky na Dodgsona, když byla dospělá, stejně jako i jeho další „dětské kamarádky“ Ethel Arnold nebo Ethel Rowel.